# Julia Claussen
Julia Claussen, född Ohlsson, 11 juni 1879 i Stockholm, död där 1 maj 1941, var en svensk operasångerska (mezzosopran).

## Biografi
Claussen genomgick Musikkonservatoriet i Stockholm 1898–1901, där Oskar Lejdström var hennes lärare i sång, samt även vid operaskolan. Senare studerade hon som Jenny Lind-stipendiat i Berlin. Hon debuterade som Leonora i Donizettis La Favorite vid Kungliga Teatern 1903 och var engagerad där 1903–12, därefter vid bland annat Chicago Grand Opera från 1913 och Covent Garden Royal Opera i London och slutligen 1917–32 vid Metropolitan Opera i New York. Hon blev kunglig hovsångerska 1923.
Bland hennes roller märks Leonora, Amneris i Aida, Carmen, Ortrud i Lohengrin, Fides i Le Prophète, Brünhilde i Valkyrian och Delila i Simson och Delila. Hon tilldelades Jenny Lind-stipendiet och var ledamot av Musikaliska Akademien. Hon ingick äktenskap med sjökapten Th. Claussen 1902.

## Diskografi (urval)
- Wagners Wesendonck-Lieder. No. 4. Schmertzen. Wagner in Stockholm. Bluebell ABCD 091.
- O, min son, ur Meyerbeers Profeten. Spår: 1. O, min son, ur Profeten; 2. Ljuft som på blommors kalk, ur Simpson och Delila. Stockholm : Skandinaviska Grammophon, [1912]. Monarch Record Gramophone : 083023, 083024. 78 v/m. Svensk mediedatabas.
- Ur min famn ur Orpheus ; Canzone ur Trubaduren. Concert Record Gramophone : GC-83706, GC-83707. 78 v/m. Svensk mediedatabas.
- Shadows (Carrie Jacobs-Bond) ; Rinaldo: ”Lascia ch'io Pianga” (Here let my tears flow) (Handel.). Columbia (USA) : A 5732. 78 v/m. Svensk mediedatabas.
- Ach wie ist möglich (German folk song [-- von Chezy]) ; Goodbye, sweet day (Kata Vannal [-- Thaxter]). Columbia (USA) : A 5719. 78 v/m. Svensk mediedatabas.
- Swedish opera singers in New York. Bluebell 196. 1986. Svensk mediedatabas.